# Fulco Tosti di Valminuta
Don Fulco Giovanni Maria Eugenio Francesco Giuseppe Tosti, nobile dei duchi di Valminuta, conte, conte palatino (Napoli, 27 ottobre 1874 – Roma, 20 novembre 1939), è stato un dirigente d'azienda e politico italiano.

## Biografia
Possidente dell'antica nobiltà napoletana, è stato presidente della Banca Commerciale di Terra di Lavoro, membro del Comitato talassografico, vicepresidente della Lega navale italiana, delegato dell'Italia alla Società delle Nazioni e vicepresidente della Camera di commercio di Frosinone. Fu sottosegretario agli Affari Esteri con Carlo Schanzer ministro nei Governi Facta I e II.

## Opere

L'antica navigazione bolognese, 1904

- L'antica navigazione bolognese: una battaglia navale fra Bologna e Venezia nel XIII secolo, Città di Castello, Stamperia di Scipione Lapi, 1904.